# Fliegerabteilung 209 (Artillerie)
Fliegerabteilung 209 (Artillerie) – FA A 209 (Oddział lotniczy artylerii nr 209) – niemiecka jednostka obserwacyjna i rozpoznawcza wspomagania artyleryjskiego Luftstreitkräfte z I wojny światowej.

## Informacje ogólne
Jednostka została utworzona w dniu 21 października 1916 roku z Artillerie-Fliegerabteilung 209. Jednostka uczestniczyła w walkach na froncie zachodnim, została rozwiązana po kapitulacji Niemiec.

## Dowódcy eskadry
| Stopień | Nazwisko     | Okres |
| ------- | ------------ | ----- |
| kapitan | Werner Funck |       |